# 鄭螺生

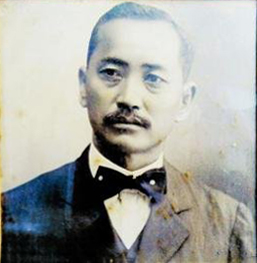
鄭螺生

鄭螺生（1870年—1939年12月14日）福建同安人，马来亚怡保华侨，中华民国政治人物。

## 生平
鄭螺生是福建省同安县仁德里（今厦门市集美区杏林高浦村）人，生于1870年。幼年曾短期入私塾，随即跟随祖父到马来亚怡保（旧称坝罗）。少年时，赶牛车运货。后在怡保开“吉兴隆”（Kiat Seng Liung）号，经营自缅甸仰光及泰国运来的煤油、大米等等杂货，几年内另在槟榔屿、峇株巴辖、兆运、木威等地开设分号。郑螺生热心公益，被推举为当地福建帮的帮长，并被英国殖民政府授予太平绅士（J. P. justice of peace）衔。
1900年，流亡日本的康有为受邱菽园、林文庆之邀到新加坡，曾游历怡保。郑螺生热情接待了康有为。后来。通过读东京《民报》，特别是南洋保皇分会会长邱菽园在《天南新报》上揭发康有为骗取华侨捐款导致唐才常汉口起义失败，鄭螺生乃与康有为断绝关系，此后倾心革命。
郑螺生、李源水倡办“道南俱乐部”，订阅了《民报》、《革命先锋》、《新福建》、《新广东》等报刊，在华侨中鼓吹反清革命。1907年，孙中山在陈楚楠、林义顺等人陪同下抵达马来西亚，成立中国同盟会吡叻分会。郑螺生、李源水等首先加入中国同盟会，并分别被推为该分会的正、副会长。清政府于1907年10月派钦差杨士琦赴南洋慰问华侨。杨士琦抵达怡保时，受到当地保皇会欢迎，郑螺生与李源水等人来到会场，在杨士琦登台发表演说时，郑螺生向其呈递质问书，导致杨士琦不知所措。
1910年11月，孙中山为再度发动广州起义，抵达马来亚槟榔屿，和胡汉民、黄兴等人准备筹措10万元军饷。当时在华侨中为革命筹款已非常困难。郑螺生多方劝募，自己还捐献现款100元，并变卖了自己拥有的福建、江苏铁路股票。事后，黄兴在给郑螺生、李源水的信中称：“列兄筹款苦，状及毁家纾难之义举，尽情宣告，无不奋励激发，勇气百倍。”
辛亥革命成功后，中国同盟会吡叻分会改组为国民党吡叻直属支部，郑螺生当选为常务委员。1913年，当选为国民党新加坡总支部常务委员。郑螺生声援护国战争，并积极筹饷，遭英国殖民政府驱逐回国。1917年，孙中山在广州任大元帅，郑螺生被任命为大元帅府庶务司长。
1931年2月，任国民政府监察院监察委员。他还曾任侨务委员会委员。1931年九一八事变后，郑螺生计划在华侨中募款支援抗战。1937年抗日战争爆发，郑螺生返回马来亚宣传抗战，鼓励华侨捐款救国。
1939年12月14日，郑螺生在马来亚怡保病逝，享年69岁。家属遵其遗嘱，登报声明不接受挽幛、挽联、祭礼等，丧事从简。